# الیسون میلر
الیسون میلر (انگلیسی: Allison Miller؛ زادهٔ ۲ سپتامبر ۱۹۸۵) یک هنرپیشه اهل ایتالیا است. وی از سال ۲۰۰۶ میلادی تاکنون مشغول فعالیت بوده‌است.
از فیلم‌ها یا برنامه‌های تلویزیونی که وی در آن نقش داشته است می‌توان به دوباره ۱۷ اشاره کرد.